# Dinastía Jagellón
Los Jagellón (en lituano: Jogailaičiai, en polaco: Jagiellonowie) era una dinastía real originaria de Lituania, que reinó en algunos países de la Europa Central (hoy en día Lituania, Bielorrusia, Polonia, Chequia, Eslovaquia, Ucrania, Letonia, Estonia, Kaliningrado, partes de Rusia y Hungría) entre el siglo XIV y el siglo XVI. 
Miembros de la dinastía fueron grandes duques de Lituania entre 1377 y 1392 y entre 1440 y 1572, reyes de Polonia entre 1386 y 1572, reyes de Hungría entre 1440 y 1444 y entre 1490 y 1526, y reyes de Bohemia entre 1471 y 1526. El fundador de la familia fue Jogaila (1362-1434), de cuyo nombre derivó el término Jogailita o Jagellón. Jogaila fue el último Gran Duque de Lituania pagano; al convertirse al catolicismo en 1386 ascendió al trono de Polonia, primero como consorte y luego como monarca en solitario. Jogaila, y por tanto los Jagellones, pertenecía a una rama de la dinastía lituana Gedimínida, descendiente del gran duque Gediminas.
En 1817 la Universidad Jaguelónica fue renombrada a su actual denominación (Uniwersytet Jagielloński) para conmemorar a la dinastía de los Jagellón.

## Miembros notables de la dinastía Jagellón

A fines del siglo XV, los Jagellones reinaban sobre un amplio territorio que abarcaba desde el Báltico hasta el mar Negro y el Adriático.

- Vladislao II de Polonia, originalmente llamado Jogaila, Gran Duque de Lituania (1377-1401), Rey de Polonia (1386-1434). Fundador de la dinastía.
- Vladislao III Jagellón, Rey de Polonia (1434-1444), Rey de Hungría (1440-1444).
- Casimiro IV Jagellón, Gran Duque de Lituania (1440-1492), Rey de Polonia (1444-1492).
- Juan I Alberto de Polonia, Rey de Polonia (1492-1501).
- Alejandro I Jagellón, Gran Duque de Lituania (1440-1492), Rey de Polonia (1444-1492).
- Segismundo I Jagellón el Viejo
- Segismundo II Augusto Jagellón, Rey de Polonia y Gran Duque de Lituania (1548-1572).
- Eduviges Jagellón (1513-1573), esposa del Príncipe Elector Joaquín II de Brandeburgo.
- Ana Jagellón de Polonia (1523-1596), Reina consorte de Polonia y Gran Duquesa consorte de Lituania, esposa del Rey Esteban I de Polonia (el conde húngaro Esteban Báthory). Último miembro de la Casa de Jagellón.
- Catalina Jagellón, Reina consorte de Suecia (1568-1583).
- Isabela Jagellón de Hungría, Reina consorte de Hungría (1539-1559).
- Vladislao Jagellón de Bohemia y Hungría, Rey de Bohemia (1471-1516) y de Hungría (1490-1516).
- Luis II de Hungría (1508-1526) (1509-1526).
- Ana de Bohemia y Hungría, hermana de Luis II y esposa de Fernando I de Habsburgo.